# MAGIC
MAGIC (англ. Major Atmospheric Gamma-ray Imaging Cherenkov Telescope) — наразі це система з двох наземних черенковських телескопів, що належать обсерваторії Рок де лос Мучачос на острові Ла-Пальма. Призначені для реєстрації черенковського випромінювання від злив частинок, породжених гамма-променями високих енергій (25 ГеВ — 30 ТеВ). Розташовані на висоті 2200 м над рівнем моря — в ідеальних умовах для оптичних спостережень, які, отже, обмежуються головним чином місячними ночами. В околі 2500 метрів від телескопів MAGIC розташовані такі відомі оптичні телескопи як Telescopio Nazionale Galileo та один з найбільших оптичних телескопів Gran Telescopio Canarias. MAGIC — це найбільші у світі телескопи свого типу. MAGIC-I розпочав свою роботу у 2004 році, він має діаметр фокусуючої поверхні 17 метрів (площа поверхні 236 м²). MAGIC-II, що розташований на відстані 85 метрів від «брата-близнюка», побачив перше світло наваесні 2009 і з вересня цього ж року розпочалися стереоскопічні спостереження одночасно двома телескопами  [Архівовано 6 лютого 2020 у Wayback Machine.]. Проект MAGIC є технологічним продовженням експерименту HEGRA, який мав 5 телескопів однакового типу, щоправда меншого розміру (8.5 м).

## Наземні черенковські телескопи (Imaging Air Cherenkov Telescopes)
IACT — це детектори для високоенергетичних гамма-квантів (у діапазоні від кількох ГеВ до 100ТеВ), встановлені на поверхні Землі. Фактично, вся атмосфера працює як робоче тіло черенковського детектора, далі дзеркала збирають фотони черенковського випромінювання і посилають їх на фотопомножувачі. Важливо відмітити, що телескоп не реєструє гамма-квантів, оскільки гамма-кванти з такими енергіями поглинаються атмосферою на висотах 10-20 км над рівнем моря. Реєструється черенковське та гальмівне (набагато слабше) випромінювання від каскаду релятивістських заряджених частинок, який породжується взаємодією даного гамма-кванта із середовищем. Основний потік енергії від даних процесів припадає на оптичний та ультрафіолетовий діапазони, тому конструкція черенковських телескопів подібна до оптичних. Однак, існують суттєві відмінності спричинені іншою фізикою процесів формування цього електромагнітного випромінювання.

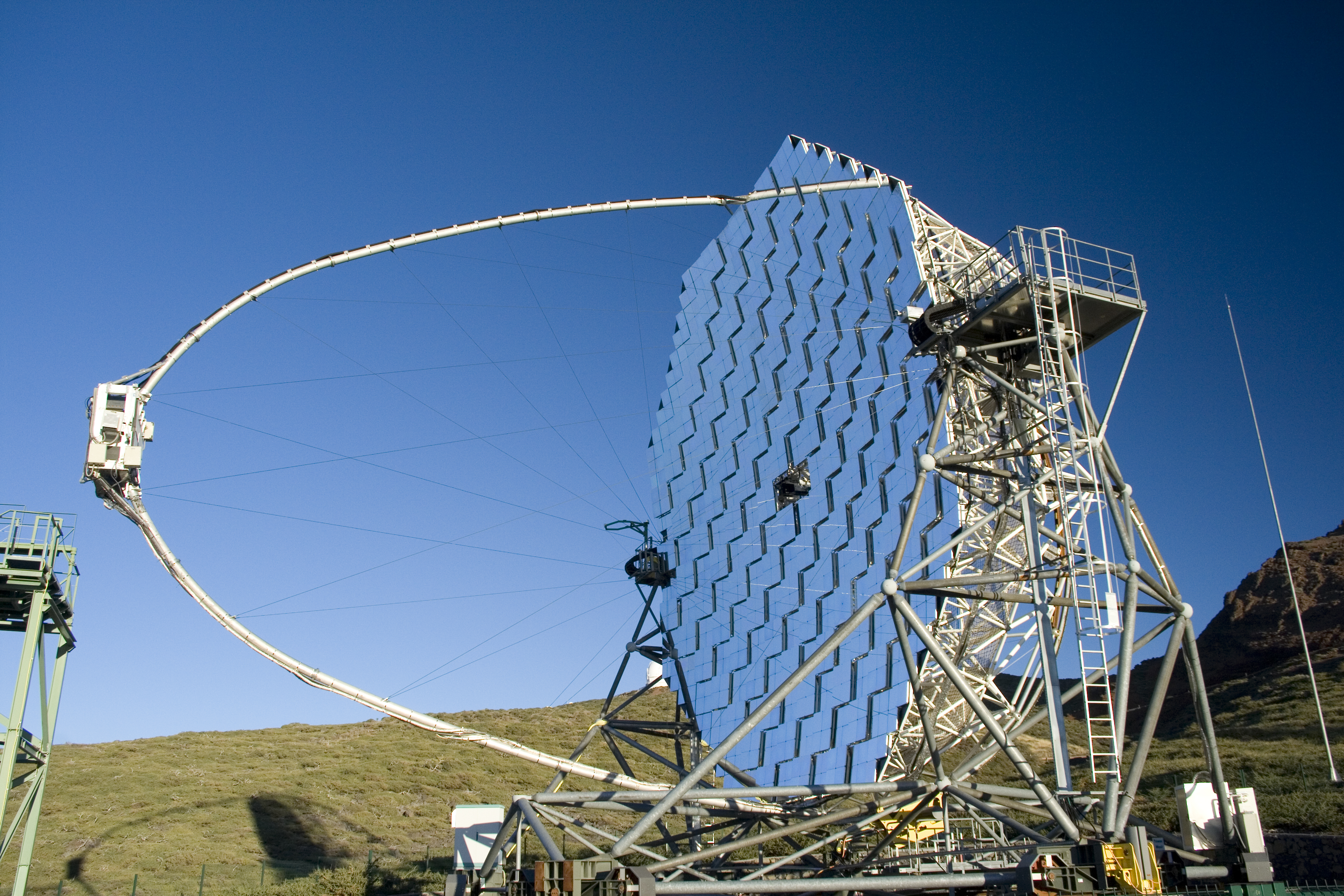
MAGIC-І у сонячний день.

Поглинання первинного високоенергетичного гамма-кванта породжує лавиноподібний процес народження нових частинок та їхніх взаємодій із середовищем. Цей каскад називають електромагнітною зливою. Численні вторинні заряджені релятивістські частинки, якими для породжуючого гамма-кванта є здебільшого електрони та позитрони, випромінюють черенковські фотони (оптичні та ультрафіолетові кванти). Максимум інтенсивності черенковського випромінювання розташовується на поверхні конуса із розхилом {\displaystyle \cos \theta =1/\beta n}, де n — показник заломлення середовища, β = v/c. Цей розхил приблизно складає {\displaystyle \sim 1^{o}}, і на поверхні Землі випромінювання буде займати коло радіусом 100—300 м. Зрозуміло, що чим глибше в атмосфері рухається частинка, тим більшим буде розхил конуса випромінювання (для однакових лоренц-факторів). Через це інтенсивність випромінювання на поверхні Землі буде малою. Насправді, сигнал від одного гамма-кванта дуже слабкий, тому потрібна дуже висока чутливість телескопів. Це обумовлює використання фотопомножувачів замість ПЗЗ-матриць, а також необхідність якомога більших ефективних площ. Також, для подальшого покращення чутливості, преференційно розташовувати телескопи на вершинах гір далеко від заважаючих фонових джерел. Всі ці умови дотримано у системі телескопів MAGIC, головною метою якого було досягнення «низькоенергетичної» границі (до 10 ГеВ) та високої чутливості реєстрації гамма-квантів ({\displaystyle \sim 10^{-13}} ергс/см²/с на 500 ГеВ). Поки що за цим показником MAGIC є безперечним лідером серед діючих гамма-телескопів. Космічні телескопи, звісно, мають гіршу чутливість, але й значно меншу нижню енергетичну межу чутливості ({\displaystyle \sim 0.1} ГеВ).
Гамма-промені високих енергій, які потрібно «зареєструвати» черенковському телескопу — відносно рідкісні частинки. Вони повинні бути відділеними від фону космічних променів (частинок), яких є на багато порядків більше і які теж породжують каскади заряджених частинок, що випромінюють черенковське випромінювання. Проте адронні зливи більш розсіяні і дають видовжені зображення. Вигляд черенковських злив від адронів, мюонів та гамма-квантів, зареєстрованих MAGIC можна подивитись тут

## Астрофізичні цілі експерименту
- Блазари (BL Lac) — дослідження об'єктів EGRET, а також відкриття нових джерел, Активних Галактичних Ядер.
- Космологія — вимірювання фону в близькому інфрачервоному діапазоні ({\displaystyle \gamma -\gamma } поглинання).
- {\displaystyle \gamma } — Пульсари.
- Залишки наднових.
- Космічні промені — генерація та прискорення.
- Високоенергетичні гамма-спалахи (завдяки можливості швидкого наведення).
- Космомікрофізика (пошук розпадних/анігіляційних емісійних ліній від галактичного центру, — ліній розпаду темної матерії).
- Ототожнення «неідентифікованих джерел EGRET» (позиційна точність одного телескопа {\displaystyle \sim 1.2'}).

## Результати спостережень

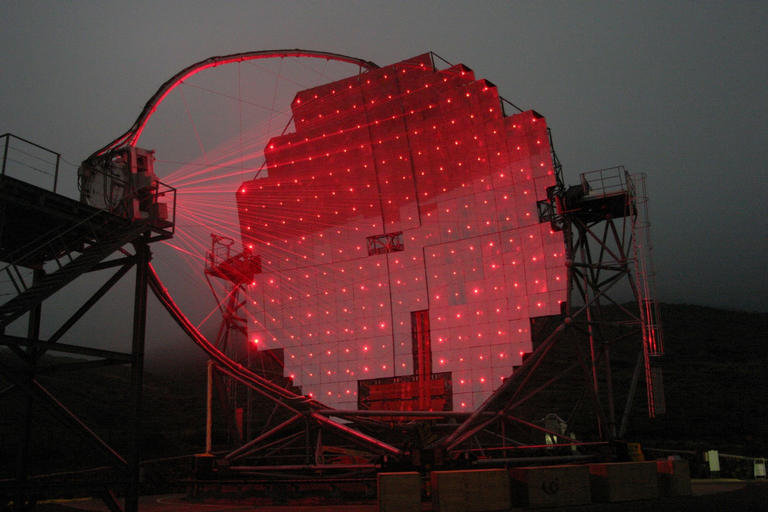
Лазерні промені системи активного контролю на MAGIC-І.

Звісно, це, наразі, результати спостережень MAGIC-I, результати спільних спостережень, поки що, є лише для Краба, і вони показали значне покращення чутливості порівняно із даними одного MAGIC-I.
- Не знайдено пульсуючого гамма-випромінювання вище 25 ГеВ від пульсара в Крабовидній туманності.
- Зареєстровано дуже високоенергетичні гамма-кванти від квазара 3С 279, який знаходиться на відстані 5 мільярдів світлових років від Землі. Це вдвічі покращує попередній рекорд найвіддаленішого гамма-джерела.
- Знайдено відповідник Cas A — точкове джерело (в межах роздільної здатності телескопа) на енергіях вище 250 ГеВ зі значимістю {\displaystyle 5.3\sigma } та зі степеневим спектром (2.3±0.2), що простягається до високоенергетичних гамма-квантів (> 1 ТеВ).
- Не знайдено космічних променів від розпаду темної матерії у карликовій галактиці Draco.
- Найбільш дискусійним результатом виявилося спостереження залежності від енергії швидкості поширення ТеВ-них гамма-квантів, зареєстрованих з напрямку на блазар Маркарян 501 9 липня 2005 року. Фотони з енергіями від 1.2 ТеВ до 10 ТеВ приходили через 4 хвилини після реєстрації менш енергетичних квантів у діапазоні 0.25 — 0.6 ТеВ. Середня затримка становила 0.030 ± 0.012 сек/ГеВ. У разі, якщо фотони були народжені одночасно у системі відліку джерела, то це може навіть означати певні межі на масштаб мас квантової гравітації

## Характеристики телескопа
Характеристики обох телескопів подібні, MAGIC-II має кращі фотопомножувачі, більш піксельну камеру та дешевшу і компактнішу систему зчитування.
Телескопи у своїй комплектації мають:
- Сегментоване 17-метрове дзеркало із 241 квадратних алюмінієвих шматків площею 1м2 (кожен — ще з чотирьох сегментів площею 50х50 см²), ефективна площа дзеркала 236 м².
- Детектор із 577 фотопомножувачів у MAGIC-I (1039 — y MAGIC-II), причому 397 0.1оFOV (Field Of View) фотопомножувачів оточені більшими 0.2оFOV (Field Of View).
- Оптоволоконні кабелі для швидкої передачі аналогових сигналів.
- Аналогово-цифровий перетворювач з частотою 2ГГц.

Маса повністю укомплектованого телескопа становить 40 тонн. Час наведення на будь-яку ділянку неба до 40 секунд.